# Passport to Pimlico
Passport to Pimlico é um filme britânico de 1949, do gênero filme de comédia, dirigido por Henry Cornelius  e estrelado por Stanley Holloway e Hermione Baddeley.
Farsa apimentada, o filme é uma das mais charmosas entre as extravagantes comédias que o Ealing Studios produziu entre os finais dos anos 1940 e início da década seguinte.

## Sinopse
Pós-guerra. Pimlico, um bairro de Londres. Uma bomba da Segunda Guerra Mundial finalmente explode, por acidente. Em razão disso, documentos são descobertos e provam que aquela área pertence, na verdade, à Borgonha francesa e não à Inglaterra. Os moradores logo se organizam ante às tentativas do Palácio de Buckingham de retomar o território. Barreiras são levantadas, cancelas demarcam fronteiras, ajustam-se os costumes à nova realidade...

## Premiações
| Patrocinador                                  | Prêmio | Categoria               | Situação |
| --------------------------------------------- | ------ | ----------------------- | -------- |
| Academia de Artes e Ciências Cinematográficas | Oscar  | Melhor Roteiro Original | Indicado |
| British Academy of Film and Television Arts   | BAFTA  | Melhor Filme Britânico  | Indicado |

## Elenco
| Ator/Atriz          | Personagem              |
| ------------------- | ----------------------- |
| Stanley Holloway    | Arthur Pemberton        |
| Hermione Baddeley   | Edie Randall            |
| Margaret Rutherford | Professora Hatton-Jones |
| Paul Dupuis         | Duque da Borgonha       |
| Basil Radford       | Gregg                   |
| Naunton Wayne       | Straker                 |
| Betty Warren        | Connie Pemberton        |
| Barbara Murray      | Shirley Pemberton       |
| John Slater         | Frank Huggins           |